# Cormoyeux
Cormoyeux ist eine französische Gemeinde mit 128 Einwohnern (Stand 1. Januar 2022) im Département Marne in der Region Grand Est (vor 2016 Champagne-Ardenne). Sie gehört zum Arrondissement Épernay und zum Kanton Dormans-Paysages de Champagne. 

## Geographie
Cormoyeux liegt etwa 20 Kilometer südsüdwestlich von Reims. Umgeben wird Cormoyeux von den Nachbargemeinden Nanteuil-la-Forêt im Norden, Hautvillers im Osten und Südosten, Romery im Süden sowie Fleury-la-Rivière im Westen.

## Bevölkerungsentwicklung
| Jahr                       | 1962 | 1968 | 1975 | 1982 | 1990 | 1999 | 2006 | 2011 | 2018 |
| Einwohner                  | 118  | 100  | 99   | 118  | 102  | 113  | 155  | 181  | 121  |
| Quellen: Cassini und INSEE |      |      |      |      |      |      |      |      |      |

## Sehenswürdigkeiten

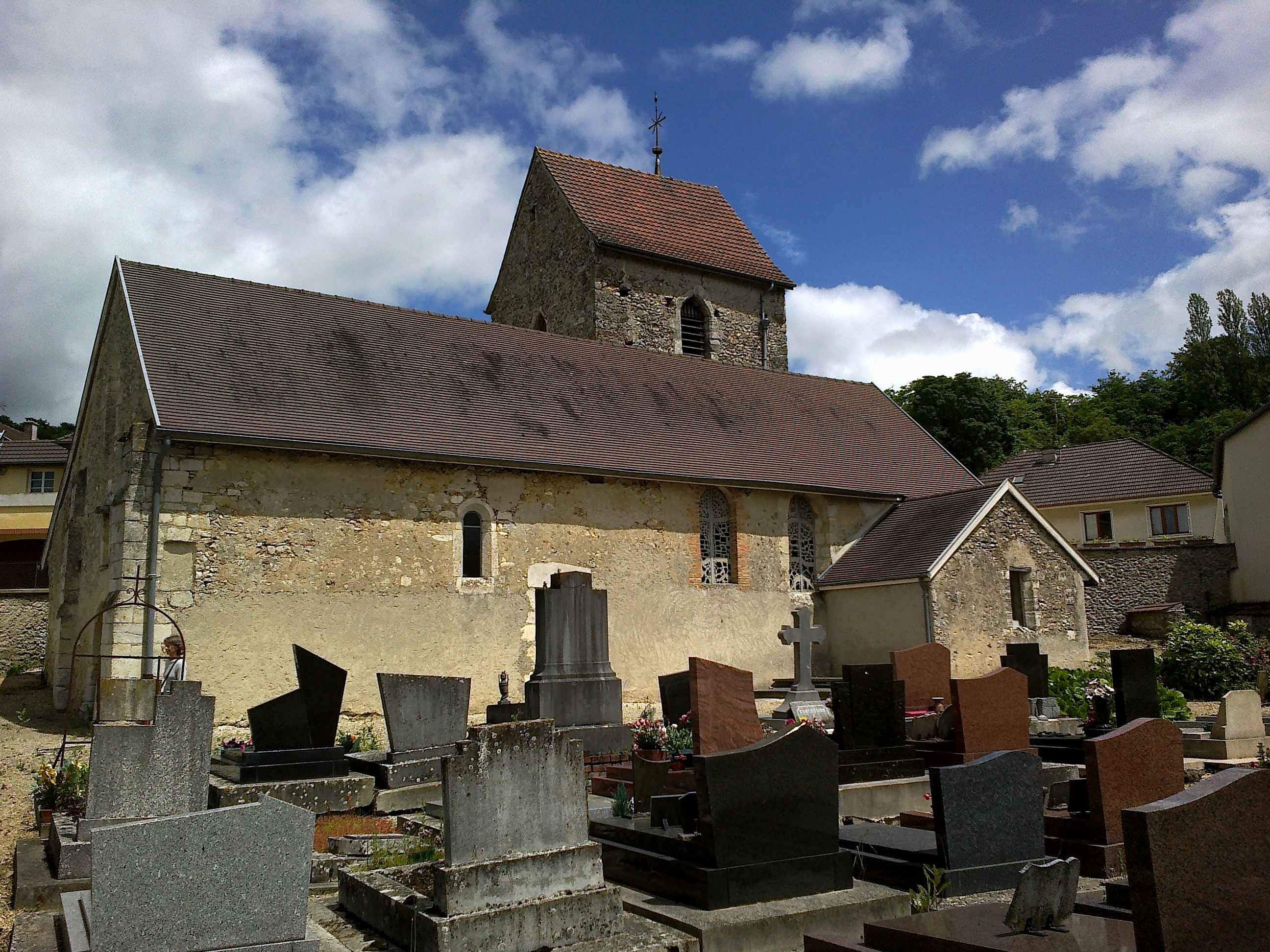
Kirche Saint-Clément

- Kirche Saint-Clément aus dem 16. Jahrhundert